# Margaux Givel
Margaux Givel (1991) è un'ex sciatrice alpina svizzera.

## Biografia
Slalomista pura attiva in gare FIS dal febbraio del 2007, in Coppa Europa la Givel ha esordito il 10 gennaio 2008 a Melchsee-Frutt, senza completare la prova, ha ottenuto il suo miglior piazzamento il 18 dicembre 2012 a Courchevel (20ª) e ha preso per l'ultima volta il via il 20 febbraio 2015 a Bad Wiessee, senza completare la prova.
Si è ritirata al termine di quella stessa stagione 2014-2015 e la sua ultima gara è stata uno slalom speciale FIS disputato l'8 aprile a Sils im Engadin, chiuso dalla Givel al 5º posto; in carriera non ha debuttato in Coppa del Mondo né preso parte a rassegne olimpiche o iridate.

## Palmarès

### Coppa Europa
- Miglior piazzamento in classifica generale: 156ª nel 2013

### Campionati svizzeri
- 2 medaglie:
  - 1 oro (slalom speciale nel 2012)
  - 1 bronzo (slalom speciale nel 2013)